# Odensåkers klockarbol
Odensåkers klockarbol är en klockargård i Odensåkers socken i Mariestads kommun. Byggnaderna, som uppfördes under 1700-talet, är byggnadsminne sedan den 9 juni 1995.
Klockarbolet är ett av länets äldsta intakta gårdsanläggningar. Byggnader och gårdsformer bär en ålderdomlig prägel som förmedlar ett påtagligt intryck av autenticitet. Som historiskt dokument speglar Klockarbolets bebyggelse gångna seklers levnadsvillkor och byggnadsteknik.

## Historia
Odensåkers klockarbol utgör resterna av en gammal by, som på 1700-talet var traktens största. Fridhem och eventuellt de två tillhörande ekonomibyggnaderna är troligen uppförda under tidigt 1700-tal, Fridhem möjligen under sent 1600-tal. Med hänsyn till byggnadernas utseende och byggnadsskick samt den ålderdomliga gårdsformen med gemensam man- och fägård torde man kunna tillskriva byggnaderna en hög ålder. I jordeboken 1708 omnämns Klockarbolet första gången, då som kronobackstuga, vilket torde avse Fridhem. Av ett visitationsprotokoll 1743 framgår att Klockarbolet fortfarande endast utgörs av en stuga. Den nuvarande manbyggnaden är troligen uppförd någon gång vid 1700-talets mitt. Ladugårdarna har sannolikt också tillkommit under denna tidsperiod. Dessa byggnader finns med på storskifteskarta från 1767, Fridhem och svinhuset/vedboden är dock inte tydligt utmärkta på denna karta. Vid denna tid fanns också två ekonomibyggnader på västra sidan om vägen. Sovelboden är uppförd någon gång under 1700-talet sista decennier, den dyker upp på storskifteskarta från 1795 där också Fridhem och svinhuset/vedboden är tydligt utritad. Jordkällaren är uppförd innan laga skifte 1856–1857.
Klockarbolet kom att fungera som bostad för klockaren i Odensåker fram till tiden runt sekelskiftet 1900, då klockaren i egenskap av skollärare fick sin tjänstebostad i skolhuset. Från denna tid arrenderade Odensåkers församling ut Klockarbolet till en murare vid namn Karl Emil Hagström med familj. Två av Hagströms barn bodde kvar i Klockarbolet efter föräldrarnas död, och är de två sista människor som varit bosatta där. År 1952 flyttade de från Klockarbolet, och sedan dess har bostället varit obebott.
Sedan Klockarbolet upphörde att fungera som boställe för församlingens klockare började underhållet av byggnaderna bli eftersatt. Förfallet fortgick under årens lopp, och vid 1940-talets mitt blev läget akut. Rivning av Klockarbolet hotade, men lyckades avvärjas genom enträgen kamp från en engagerad samling människor. I stället för rivning startade i slutet av 1940-talet olika renoveringsarbeten på Klockarbolets byggnader. Bland de första renoveringsarbeten som utfördes hör taktäckning av ladugårdslängan i slutet av 1940-talet. Taktäckning med vass respektive torv på Klockarbolets olika byggnader har sedan dess utförts under 1960-, 70-, 80- och 90-talen. För att sköta vården av Klockarbolet bildades på 1970-talet Odensåkers hembygdsförening, vilken än idag ansvarar för vården av bebyggelsen. Fastigheten ägs av Odensåkers församling.

## Beskrivning
Klockarbolet ligger mitt i Odensåkers by på Vadsboslätten i Mariestads kommun. Det omgivande landskapet är kuperat med träddungar och mindre skogspartier som avbrott i de för övrigt i hög grad uppodlade markerna, varför karaktären av slättbygd inte alltid är tydlig. Strax norr om Odensåker mynnar Tidan i sjön Östen. Runt sjön Östen löper ett bälte med säv och bladvass som vid land övergår i högvuxna gräs- och starrmarker. I Klockarbolets närmaste omgivning ligger Odensåkers kyrka på en kulle i väster och prästgården i norr.
Klockarbolet består av sex byggnader och en jordkällare. Bebyggelsen genomkorsas av vägen mellan Binneberg och Skalkarike. Nordväst om vägen ligger manbyggnaden (även "klockarbolet") och sovelboden. Sydost om samma väg ligger en liten enrumsstuga, som kallas Fridhem. Enrumsstugan flankeras av en liten ladugård och ett svinhus med vedbod. Dessa hus bildar en så kallad trebyggd gård enligt ett tidigt bebyggelseschema där mangård och fägård ännu inte skilts åt. Söder om dessa byggnader ligger en större ladugård, och norr om Fridhem på sydöstra sidan av vägen ligger en jordkällare. Strax norr om Klockarbolet ligger det gamla sockenmagasinet, som efter att ha varit flyttat till Skalkarike under lång tid, och även varit föremål för ombyggnad, åter flyttats till sin ungefärligt ursprungliga plats.
Mellan manbyggnaden och sockenmagasinet ansluter vägen från Böja och Låstad. Den gräsbevuxna triangeln som förr bildades i mitten av vägskälet användes tidigare som likplats, där man på likfärden gjorde halt och satte ner kistan i väntan på klockringning och präst. Efter begravningarna ströddes platsen med grovt salt, ibland linfrö. Platsen var illa sedd och undveks av folk rädda för spöken.